# Ableman v. Booth
Ableman v. Booth ist ein Rechtsfall aus dem Jahr 1859, der vor dem Obersten Gerichtshofs der Vereinigten Staaten verhandelt wurde. Das Urteil bestätigte die Verfassungsmäßigkeit des Fugitive Slave Law von 1850 und den Vorrang der Bundesgewalt vor der Gewalt der Einzelstaaten.
Sherman Booth war ein Sklavereigegner und Zeitungsredakteur aus Wisconsin, der von einem Bundesgericht zu einer Gefängnisstrafe verurteilt wurde, weil er einen entflohenen Sklaven unterstützte – ein klarer Verstoß gegen das Fugitive Slave Law, welches alle Amerikaner zur Kooperation bei der Verfolgung entflohener Sklaven verpflichtete. Wisconsin sowie einige andere Nordstaaten erwiderten dieses Bundesgesetz mit einem „Gesetz für persönliche Freiheit“, das die Bundesbehörden stark bei der Durchsetzung des Fugitive Slave Law innerhalb ihrer Grenzen behinderte.
Booth wurde infolgedessen im Zuge eines Habeas-Corpus-Verfahrens vom Richter des Obersten Gerichtshofes von Wisconsin freigesprochen. US-Bezirksmarschall Ableman legte jedoch beim Obersten Gerichtshof der Vereinigten Staaten gegen diese Entscheidung Berufung ein, der diese einstimmig aufhob. Nach der Meinung des obersten Richters Roger B. Taney durften sich bundesstaatliche Gerichte bei Bundesangelegenheiten nicht einmischen. Er verbot Bundesstaaten Bundesgefangene mit Hilfe des Habeas-Corpus-Verfahrens freizulassen und bestätigte die Verfassungsmäßigkeit des Fugitive Slave Act.